# Perfluoroctaansulfonzuur
Perfluoroctaansulfonzuur, doorgaans afgekort tot PFOS, is een organisch sulfonzuur met als brutoformule C8HF17SO3. De geconjugeerde base is perfluoroctaansulfonaat. PFOS behoort tot de groep van de poly- en perfluoralkylstoffen (PFAS). Het is een antropogene organische verbinding die wereldwijd milieuverontreinigingen heeft veroorzaakt. PFOS was het belangrijkste ingrediënt van Scotchgard, een textieladditief van het chemieconcern 3M en van talloze andere vlekwerende middelen. Het is water- en vetafstotend, en wordt meestal gebruikt onder de vorm van een industrieel natrium- of kaliumzout.

## Productie
Perfluoroctaansulfonzuur wordt hoofdzakelijk geproduceerd door elektrofluorering (een elektrofiele fluoreringsmethode) van een geschikte precursor, zoals octaansulfonzuur. Daarbij wordt de precursor in een bad met waterstoffluoride gebracht, dat nadien onder elektrische stroom wordt gezet. Deze methode heeft echter tot nadeel dat vertakte of ingekorte isomeren van PFOS worden gevormd. Dat leidt tot een mengsel waaruit het PFOS dient afgescheiden te worden, hetgeen een economische minder rendabel proces is.
Als alternatieve methode wordt de telomerisatie toegepast, waarbij kortere fragmenten aan elkaar worden gezet. Dit leidt tot vorming van bijna 100% zuiver PFOS en vermijdt de vorming van isomeren.

## Toepassingen
Perfluoroctaansulfonzuur werd sinds 1949 door 3M geproduceerd om te worden gebruikt in talloze toepassingen zoals smeermiddeladditief voor servokleppen in hydraulische leidingen voor vliegtuigen, als brandblussend schuim en in de halfgeleiderindustrie. Verder werd het toegepast bij waterwerende coatings, verven, vernissen en lakken, en voor de productie van waterafstotend en vetvrij papier om levensmiddelen in te verpakken. Omdat PFOS te giftig is en te veel risico vormt voor mens en natuur heeft 3M in mei 2000 aangekondigd te stoppen met de productie, alhoewel het de risico's al kende sinds de jaren '70 van de 20e eeuw.
Sinds 2004 wordt het in het Verenigd Koninkrijk niet meer gebruikt voor huishoudelijke producten. In 2020 verbood Californië het gebruik van perfluoroctaansulfonaatzouten in cosmetica. In de Europese Unie wordt het product niet meer gebruikt in de halfgeleiderindustrie.

## Milieu-effecten
De concentratie van PFOS in menselijke organen neemt af in Amerika, maar neemt nog altijd toe in China waar het nog steeds wordt geproduceerd.
PFOS werd in mei 2009 toegevoegd aan bijlage B van het Verdrag van Stockholm inzake persistente organische verontreinigende stoffen. Dit betekent dat het product uit de markt moet worden genomen, behalve voor specifieke kritische toepassingen waarbij speciale veiligheidsmaatregelen in acht worden genomen. De toepassing van het product werd op 12 december 2006 door het Europees parlement strikter gereglementeerd. De Europese Commissie beval een monitoring voor levensmiddelen aan in 2010. Sinds 4 juni 2012 stond het op de lijst van "Verordening in- en uitvoer gevaarlijke chemische stoffen". Sindsdien werden de normen nog gevoelig verlaagd.
Perfluoroctaansulfonzuur is een bijzonder stabiel product, waardoor het in de natuur heel moeilijk wordt afgebroken. Daardoor is het milieurisico voor mens en natuur hoog, te meer omdat het bioaccumulerend is. Het komt in hogere concentraties voor in spierweefsel en minder in vetweefsel. Het wordt wereldwijd teruggevonden, zelfs bij ijsberen aan de Noordpool. Het wordt frequenter, maar in lagere concentraties, teruggevonden in bodemslib. In zwevend materiaal komt het minder frequent voor, maar wel in hogere concentraties. Het komt en kwam vooral vrij bij het blussen van branden, bij het verwijderen van tapijt, bij industriële toepassingen en bij (onvoorziene) lozingen tijdens de productie. Het wordt in kleine concentraties opgenomen door de verpakte voedingsmiddelen en komt vrij tijdens het storten van het verpakkingsmateriaal. Bij verbranding wordt pfos volledig afgebroken.
De verspreiding over land gebeurt door lozingen via de lucht, de verontreiniging wordt meegenomen via de wind en de neerslag (afhankelijk van de hoofdwindrichting) en kan uiteindelijk ook in het grondwater terechtkomen; watercontaminatie gebeurt door lozingen via afvalwater of bluswater (en dus naar de monding en de zee en ook in het slib).

## Toxicologie
PFOS is voor zoogdieren, en dus ook de mens, heel schadelijk. De stof verstoort de werking van het endocrien stelsel, verhoogt het risico op verhoogd cholesterol, verhoogt de resistentie tegen insuline, heeft een impact op het immuunsysteem (verminderde weerstand bij griep en mogelijk ook bij COVID-19, eventueel met verhoogde mortaliteit), verhoogt het risico op ADHD, veroorzaakt mogelijke fertiliteitsproblemen bij vrouwen, verhoogt de kans op hoge bloeddruk en pre-eclampsie bij zwangere vrouwen en eventueel een verminderd geboortegewicht. Bij dierproeven werd kanker en een toename van de neonatale sterfte vastgesteld.
Het aanpakken van de contaminatie van deze stof wordt bemoeilijkt omdat de stof wijdverspreid is wegens de vele toepassingen en omdat het moeilijk te neutraliseren is.

## PFOS-schandaal in België
PFOS kwam in 2021 in België in het nieuws omdat bij grondwerken voor de aanleg van de Oosterweeltunnel, een onderdeel van de Oosterweelverbinding, in de bodem bij Zwijndrecht, waar 3M sinds 1971 een productie-eenheid heeft, de norm meerdere keren werd overschreden. In juli 2021 werden ook in Ronse normoverschrijdende hoeveelheden PFAS (de verzameling stoffen waartoe PFOS behoort) aangetroffen, wellicht geloosd door plaatselijke textielbedrijven. Blusschuim bevatte tot voor kort ook PFAS. 